# Berry van Aerle
Hubertus "Berry" Aegidius Hermanus van Aerle (8 de dezembro de 1962) é um ex-jogador de futebol neerlandês que atuava na lateral direita.

## Carreira
Passou grande parte de sua carreira no PSV Eindhoven onde estreou em 1982.

## Seleção
Graeme Rutjes integrou a Seleção Neerlandesa de Futebol da Copa do Mundo de 1990. Fez 35 jogos internacionais pela seleção holandesa com a qual venceu a Euro 1988.